# روبین ۵۷۲۶
سیارک ۵۷۲۶ (به انگلیسی: 5726 Rubin، نامگذاری:1988BN2) پنج هزار و هفتصد و بیست و ششمین سیارک کشف شده‌است که در ۲۴ ژانویه ۱۹۸۸ کشف شد.
قدر مطلق سیارک برابر ۱۳٫۳۰ است.